# 敖漢固倫公主
敖汉固伦公主（1621年—1654年），皇太极长女，生母福晉乌拉那拉氏。

## 生平
天命六年（1621年）三月十二日出生。天聪七年（1633年）四月十八日，皇长女下嫁蒙古敖汉部博尔济吉特氏台吉班第，号敖汉公主。
崇德元年（1636年）十月十七日，皇太极册封七位公主，皆是其姐妹、女儿等女性亲族。其中“敖汉部公主，爱尔犹如我亲生女、当循大礼，赐尔册文，封为固伦公主。尔勿以我之女，越份悖道逆理”。有认为皇长女即是在此次册封中受封为敖漢固倫公主。
顺治十一年正月，敖漢固倫公主去世，享年三十四歲。葬于敖汉部孟克河中游西岸，並且建有公主园寝。同年二月十八日，順治帝遣內臣索尼致祭敖漢部固倫公主。
敖汉部贝子罗卜藏为敖汉公主曾孙子，先娶显亲王丹臻第七女县主，后娶辅国公保绶第一女县君。